# Euphorbia granulata
Euphorbia granulata — вид рослин із родини молочайних (Euphorbiaceae), зростає у західній, центральній і південній Азії, північній і північно-східній Африці.

## Опис
Це однорічна або багаторічна трава. Стебла до 20 см завдовжки, зазвичай нерозгалужені, зрідка розгалужені на кінці, зазвичай дерев'янисті біля основи, багато від основи, висхідні або розпростерті, товщиною 2–3 мм, міжвузля кидаються в очі, голі або запушені. Листя супротивне; ніжка надзвичайно коротка; прилистки стійкі, 1.5 мм завдовжки; листові пластинки субеліптичні, 3–6 × 2–4 мм, голі на обох поверхнях або майже голі, основа надзвичайно косо вушкоподібна, край цілий або зубчастий, вершина заокруглена. Період цвітіння й плодоношення: червень — вересень. Коробочки 3-кутові, ≈ 1.5 × 1–1.5 мм, гладкі, іноді волосисті. Насіння чотирикутне, ≈ 1.5 × 1 мм, сіре, зверху борозенчасте, рожевувато-коричневе.

## Поширення
Зростає у західній, центральній і південній Азії, північній і північно-східній Африці. Населяє піщані або кам'янисті поля.